# Соперничество сборных Германии и Нидерландов по футболу
Соперничество сборных Германии и Нидерландов по футболу — одно из самых продолжительных в истории футбола противостояний сборных, которое началось в 1910 году. К настоящему моменту (2016 год) было сыграно 49 игр (с участием сборных ФРГ, ГДР и объединённой Германии), из них 17 были выиграны немцами, 16 — голландцами, остальные 16 завершились вничью. Обе сборные входят в Топ-3 рейтинга ELO.
Это дерби является не только одним из самых известных, но и одним из самых непримиримых, политизированных и агрессивных в мире. Причиной тому служат серьёзные германофобские настроения среди жителей Нидерландов, подкрепляемые памятью о последствиях немецкой оккупации Нидерландов во время Второй мировой войны. Один из опаснейших этапов дерби начался в 1974 году после поражения голландцев в финале чемпионата мира и был ознаменован многочисленными инцидентами как на поле, так и на трибунах. В настоящее время случаи массовых потасовок и оскорблений на политической основе во время игр единичны.

## История

### Ранние годы
Первые матчи игрались между сборными Германии и Нидерландов ещё в 1910-е и 1920-е годы, однако тогда эти игры не стали ещё дерби — регулярным спортивным соревнованием двух соперников. В дерби эти встречи превратились стараниями нидерландских болельщиков, которые испытывали не самые приятные чувства к немцам, а порой их презирали и открыто ненавидели. Причиной невероятно сильной ненависти стала оккупация Нидерландов немцами во время Второй мировой войны, в ходе которой погибло более четверти миллиона жителей Нидерландов, а страна была полностью разрушена. Вплоть до 1988 года голландцы на спортивных соревнованиях как минимум освистывали немцев, припоминая им при любом случае оккупацию.
Мне было наплевать на счёт. Победы 1:0 было достаточно, чтобы мы могли вдоволь поглумиться. Я их [немцев] ненавижу. Они убили мою семью — отца, сестру, двух братьев. Каждый раз при встрече с Германией я наполнялся ненавистью.Вим ван Хагенем, полузащитник сборной Нидерландов

### 1974—1988
Очередной виток противостояния начался на чемпионате мира 1974 года, проходившем в Германии. Впервые с момента окончания войны голландцы встретились с немцами в официальном матче (до этого были товарищеские игры), причём в финале. Германия 20 лет назад становилась чемпионом мира и не могла долго повторить свой успех, а для Нидерландов эта победа могла принести первый титул чемпионов мира и удовлетворить их желание самоутвердиться. Нидерланды проиграли матч, что стало национальной трагедией для всей страны. В голландском языке появилось даже выражение «мать всех поражений» (нидерл. De moeder aller nederlagen), которое употребляется именно в отношении сыгранного финала.
В течение следующих лет голландцы пытались отомстить немцам за это унижение. На них давило общество, требуя больше чем просто победы. К 1988 году состоялись ещё две встречи, одна из которых прошла на чемпионате мира 1978 года в Аргентине (2:2), а ещё одна на чемпионате Европы 1980 в Бельгии (3:2, победа немцев). Матч 1980 года ознаменовался грандиозной дракой, в ходе которой друг друга поколотили Харальд «Тони» Шумахер и Хуб Стевенс, а Рене ван де Керкхоф ещё и дал в глаз Бернду Шустеру.
Давление было колоссальным. Общественная пресса раздувала истерию по поводу старого противостояния. Мы знали, что голландцы готовы и ждут нас на поле. Нам необходимо было быть сконцентрированными. Я считаю, что стыдно и позорно им превращать футбол в повод, чтобы выместить свою злость, вызванную Второй мировой войной.Карл-Хайнц Румменигге, нападающий сборной Германии, о матче чемпионата мира 1978 года
Ещё до игры мы знали, что будет жарко. Мы поклялись выиграть, потому что победа была важна для нашего чувства гордости. Для них нет ничего лучше, чем победить нас. Они нас ненавидят ещё больше, чем мы их.Карл-Хайнц Ферстер, полузащитник сборной Германии, о матче чемпионата Европы 1980 года
В 1988 году уже на чемпионате Европы, проходившем в Западной Германии, голландцы встретились с немцами в полуфинале. И «оранжевым» наконец-то улыбнулась удача: голландцы выиграли 2:1 благодаря голу Марко ван Бастена на последней минуте и вышли в финал. Игра не обошлась без очередного инцидента: после матча Рональд Куман в буквальном смысле подтёрся футболкой Олафа Тона, чем вызвал истерику у немецких фанатов. А после победы в финале над СССР со счётом 2:0 голландцы впервые стали чемпионами Европы. Сборную Нидерландов встречали дома как национальных героев: игроки торжественно проплыли по Амстердамскому каналу, куда прыгали простые болельщики, чтобы поздравить голландцев. Главный тренер победителей Ринус Михелс выступил с речью у Королевского дворца и сказал: «Мы выиграли турнир, но мы все знаем, что настоящим финалом был именно полуфинал».
Я ждал этого момента 14 лет. Перед игрой я вспомнил свои подростковые ощущения перед телевизором и по-настоящему разозлился. Я рад тому, что совершил этот подарок старшему поколению, которое пережило войну.Ханс ван Брекелен, вратарь сборной Нидерландов, о матче чемпионата Европы 1988 года
Мы подарили радость старшему поколению. Я видел их эмоции и их слёзы.Рууд Гуллит, нападающий сборной Нидерландов, о матче чемпионата Европы 1988 года
Долгожданная победа над Германией в полуфинале и победа на чемпионате Европы вкупе с активными политическими изменениями в Восточной Европе привели к тому, что приступы германофобии в обществе Нидерландов снизились. На матчах уже стали звучать реже выкрики политического и националистического характера, и градус агрессивности в дерби значительно снизился.

### 1988-н.в.
В 1990 году обе команды сошлись в 1/8 финала чемпионата мира в Италии: эта игра стала основным катализатором современного этапа футбольного противостояния Германии и Нидерландов. Команды ранее играли в квалификации друг против друга и разошлись миром оба раза: немцы дома зафиксировали нулевую ничью, голландцы у себя дома сыграли 1:1. Но этот матч стал одним из самых грубых в истории противостояния сборных как на поле, так и на трибунах. Голландцы освистали гимн Германии, а немцы заглушили гимн Нидерландов скандированием «Дойчланд! Дойчланд!» В ходе матча произошёл скандальный инцидент: немца Руди Фёллера в одном из эпизодов свалил голландец Франк Райкард, после чего оба начали ругаться в адрес друг друга. Считается, что Фёллер обозвал Райкарда «чёрной обезьяной» (Райкард — суринамец по происхождению), а Райкард обозвал Фёллера «фашистом». В какой-то момент терпение Райкарда лопнуло, и тот плюнул в затылок Фёллеру. Голландцу за грубость показали жёлтую карточку, а немцы разыграли штрафной. Фёллер в борьбе с вратарём Хансом ван Брекеленом пытался поймать мяч, однако Райкард схватил Фёллера за волосы. Завязалась драка, и судья удалил обоих зачинщиков драки. Уходивший с поля Райкард опять плюнул в затылок Фёллеру. В итоге Германия выиграла 2:1 и прошла в четвертьфинал, выиграв и сам чемпионат.
В 1992 году Нидерланды обыграли Германию со счётом 3:1 на групповом этапе чемпионата Европы, но и те, и другие в итоге прошли в следующий раунд. Обе команды были сокрушены сборной Дании: голландцы потерпели неудачу в полуфинале по пенальти, а немцы проиграли в финале в основное время. Следующая игра прошла на Евро-2004 и завершилась ничьей 1:1, которая вывела голландцев в плей-офф, а немцев выбила из турнирной борьбы. Последняя встреча в финальном этапе турниров датируется 2012 годом, когда в группе B чемпионата Европы немцы и голландцы снова сошлись в личной встрече. В поединке сильнее оказалась Германия, выигравшая 2:1 и вышедшая в итоге в плей-офф (дошла до полуфинала), а Нидерланды покинули турнир, проиграв все три встречи.

## Статистика встреч

### Товарищеские
С 1996 года Нидерланды и Германия встречаются не только на официальных турнирах, но и в товарищеских матчах. В Нидерландах состоялись четыре игры, по одной победе одержали голландцы (2:1, 2000 год) и немцы (1:0, 1996 год), две встречи завершились вничью (2:2 в 2005 году и 0:0 в 2012 году). В Германии были сыграны три матча — по одной победе голландцев (3:1, 2002 год), немцев (3:0, 2011 год) и ничье (1:1, 1998 год).

### Официальные
- 30 июня 1974, 16:00 (Центральная Европа). Второй раунд чемпионата мира, группа A.  ГДР 0:2 Нидерланды
- 7 июля 1974, 16:00 (Центральная Европа). Финал чемпионата мира.  Нидерланды 1:2 Германия
- 18 июня 1978, 16:45 (Аргентина). Второй раунд чемпионата мира, группа A.  Германия 2:2 Нидерланды
- 14 июня 1980, 17:45 (Центральная Европа). Групповой этап чемпионата Европы, группа A.  Германия 3:2 Нидерланды
- 21 июня 1988, 20:15 (Центральная Европа, лето). Полуфинал чемпионата Европы.  Германия 1:2 Нидерланды
- 19 октября 1988, Мюнхен, Германия. Отборочный матч ЧМ-1990. Группа 4. ФРГ 0 — 0 Нидерланды
- 26 апреля 1989, Роттердам, Нидерланды. Отборочный матч ЧМ-1990. Группа 4. Нидерланды 1 — 1 ФРГ
- 24 июня 1990, 21:00 (Центральная Европа, лето). 1/8 финала чемпионата мира.  Германия 2:1 Нидерланды
- 18 июня 1992, 20:15 (Центральная Европа, лето). Групповой этап чемпионата Европы, группа 2.  Нидерланды 3:1 Германия
- 15 июня 2004, 19:45 (Западная Европа, лето). Групповой этап чемпионата Европы, группа D.  Германия 1:1 Нидерланды
- 13 июня 2012, 21:45 (Восточная Европа, лето). Групповой этап чемпионата Европы, группа B.  Нидерланды 1:2 Германия
- 24 марта 2019, 20:45 (Центральная Европа). Отбор к Чемпионату Европы 2020.  Нидерланды 2:3 Германия

## Официальные встречи
- Всего сыграно матчей: 9

|                 | Нидерланды | Германия |
| --------------- | ---------- | -------- |
| Победы          | 3          | 4        |
| Ничьи           | 2          | 2        |
| Поражения       | 4          | 3        |
| Забито голов    | 15         | 14       |
| Пропущено голов | 14         | 15       |

### Рекорды (с учётом товарищеских)
- Первая игра: 24 апреля 1910, Арнем, победа Германии 4:2
- Последний сыгранный матч: 13 июня 2012, Харьков, победа Германии 2:1
- Рекордсмены по числу матчей:  Лотар Маттеус и  Руд Крол (по 8 игр)
- Лучший бомбардир:  Ян Томее (5 голов)
- Сыграно всего игр: 49
  - Победы Германии: 17
  - Победы Нидерландов: 16
  - Ничьи: 16
- Крупнейшая победная серия: 4 победы Германии
- Крупнейшая беспроигрышная серия: 6 матчей Нидерландов (3 победы, 3 ничьи)
- Крупнейшая победа: 21 октября 1959, Кёльн, победа Германии 7:0
- Самый результативный матч: 24 марта 1912, Зволле, ничья 5:5

### Рекорды официальных встреч
- Соотношение побед:
  - На чемпионатах мира: две победы Германии, одна ничья.
  - На чемпионатах Европы: по две победы Германии и Нидерландов, одна ничья.
  - Из 9 игр только одна была сыграна в июле, остальные — в июне.
  - Две игры проходили в Германии, Нидерланды не принимали ни разу официальный матч.
- Результаты:
  - Ни в одном официальном матче не было полного повторения результата (по минутам, на которых забивались голы).
  - В каждом матче был забит хотя бы один гол.
  - Германия одерживала победы только с перевесом в один мяч.
  - Нидерланды одерживали победы как с перевесом в один, так и в два мяча.
- Голы:
  - Ни один матч не был выигран «в сухую».
  - Каждая из команд забивала три гола в одной встрече только один раз.
  - Германия открывала счёт шесть раз (в том числе и в двух ничейных встречах), Нидерланды — два раза.
  - Последний гол в матчах Нидерланды забивали 7 раз, немцы — 1 раз.
  - Нидерланды забили 4 гола с пенальти, немцы — 2 гола.
- Игроки:
  - Лучший бомбардир —  Клаус Аллофс (3 гола, хет-трик)
  - Как минимум в двух играх отличались только  Юрген Клинсманн и  Рональд Куман.
  - Единственными братьями, отличившимися в матчах, стали голландцы Вилли и Рене ван де Керкхоф.

## Дерби в культуре

### Пресса
- После поражения Германии в полуфинале чемпионата мира 2010 года немецкий таблоид «Bild» призвал немцев из вежливости поддержать голландцев в финале, поскольку они будут представлять Бундеслигу в финале (в шутку таблоид назвал страну «Федеративной Республикой Нидерланды»). Газета De Telegraaf встретила подобное решение с юмором и свою статью, посвящённую статье издания Bild, озаглавила «Когда не хватает собственного таланта»[7].

### Музеи
- В Розендале есть футбольный музей. Одна из его 18 выставок посвящена играм Нидерландов и Германии: экскурсии проводятся на английском и немецком языках. На стене музея также изображена доска со стихотворением «Мать всех поражений» (нидерл. De moeder aller nederlagen), посвящённая финалу чемпионата мира. Стихотворение заканчивается словами «Мы были лучшими, но они были ещё лучше» (нидерл. Wij waren de beste, maar zij waren beter).

### Телевидение
- Документальный фильм «Германия. Летняя сказка» (нем. Deutschland. Ein Sommermärchen), посвящённый чемпионату мира 2006 года, не обошёл вниманием раннее выбывание сборной Нидерландов из борьбы и в шуточной манере изобразил знак на автомагистрали «Нидерланды: выход справа».
- В одном из эпизодов документального сериала «Другие времена» (нидерл. Andere Tijden), посвящённом чемпионату Европы 1988 года, можно было на кадре разглядеть знак на немецко-голландской границе, на котором на немецком языке было написано: «Вы входите на территорию страны — чемпионов Европы».
- В 2010 году в одном из выпусков голландской футбольной программы «Футбол внутри» (нидерл. Voetbal Insite) был показан видеосюжет, в котором простых голландцев корреспондент спрашивал о том, что необходимо сборной Нидерландов для победы на чемпионате мира. Видеосюжет был остановлен после того, как один голландец заявил о полной поддержке сборной Германии, после чего ведущие в студии разразились громким смехом[8].

### Реклама
- В рекламном ролике букмекерской конторы Sport Select два автомобиля (в одном голландская пара, в другом немка) подрезают друг друга[9].
- В рекламном ролике пива Heineken немецкий чиновник предлагает ушные затычки тем, кто не хочет слышать голландских буйных фанатов[10].
- В рекламном ролике энергокомпании NUON голландец проливает напиток на футболку немца и предлагает свою собственную в знак компенсации. На матче эта футболка на теле немца становится ярко-оранжевой[11].
- В рекламном ролике краски Histor британский граффити-художник говорит, что раскраска стен и полов на стадионах ЮАР в оранжевый цвет приносит удачу, хотя выходит сам из комнаты, на двери которой написано «Германия»[12].
- В рекламном ролике букмекерской конторы Sportwetten немец плюёт в голову голландцу, что является отсылкой к ссоре между Руди Фёллером и Франком Райкардом[13].
- В 2000 году на голландском телевидении в ответ на рекламу от Sportwetten был показан ролик, в котором Фёллер и Райкард оба носят халаты, оба завтракают вместе, а также говорят о том, что сливочное масло сближает бывших противников. Райкард подтвердил в интервью, что действительно примирился с Фёллером через 10 лет после скандала и решил сниматься в рекламных роликах.
- В рекламе Bosch за немцами на автомобиле гонятся голландские фанаты, и последних в итоге штрафуют за превышение скорости[14].
- В рекламе EA Games 2006 года по поводу выхода очередного футбольного симулятора были показаны празднующие победу голландцы, а закадровый голос говорил: «Нидерланды выиграют чемпионат мира. Только ты можешь их остановить!» После этого показывался гол немцев в ворота Нидерландов[15].
- В 2006 году в ролике по случаю будущего чемпионата мира Оливер Кан и Михаэль Баллак украшали раздевалку бразильцев (отсылка к финалу предыдущего чемпионата мира), а в конце видеоролика Баллак держал в руках букет тюльпанов и напоминал Кану, что надо ещё украсить голландскую раздевалку[16]. Этот ролик призывал не устраивать провокации на трибунах во время матчей.

### Музыка
Матчам между сборными посвящены несколько песен.
- Группа De Toppers записала песню «Wir sind die Höllender» (с нем. — «Мы — голландцы»), исполнявшуюся в 2006 году на ломаном немецком.
- В 2008 году певец Микки Краузе[нем.] записал песню «Orange trägt nur die Müllabfuhr» (с нем. — «Оранжевое носят только сборщики мусора»), иронизируя над оранжевым как национальным цветом Нидерландов и одновременно цветом униформы сборщиков мусора в крупнейших городах Германии: Берлине[17], Гамбурге[18] и Франкфурте[19]. Однако насмешка была утрачена в переводе песни, потому что в Нидерландах подобные уборщики носят жёлтую униформу. Песня была своеобразным кавером песни Go West группы Pet Shop Boys.
- Коллектив Joint Venture записал в 2002 году песню «Holland», посвящённую певцу, которому нравятся Нидерланды во всём, кроме футбола.
- Немецкая группа Orange Buh записала в 2002 году песню «Ohne Holland fahr’n wir zur WM» (с нем. — «Мы едем на ЧМ без голландцев»), иронизируя по поводу непопадания Нидерландов на чемпионат мира в Корее и Японии.
- Голландские фанаты пели на Евро-2004 песню «Schade, Deutschland, alles ist vorbei» (с нем. — «Жаль, Германия, всё кончено»), радуясь вылету немцев с чемпионата Европы и выходу голландцев в плей-офф. По совпадению, эту же песню пели и датчане после победы на Евро-1992 над теми же немцами в финале.